# 栗原宣太郎
栗原 宣太郎（くりはら せんたろう/のりたろう、1865年1月9日（元治元年12月12日） - 1943年（昭和18年）12月8日）は、明治から昭和時代前期の政治家。神職。衆議院議員（2期）。指揮者のスマイリー小原は一族。

## 経歴
相模国大住郡今泉村（神奈川県大住郡南秦野村、中郡南秦野村、南秦野町を経て現秦野市）の村社・白笹稲荷神社祠職の家に生まれ、同社社掌となる。権田直助に国学を、小笠原東陽に漢学を学ぶ。のち日本大学に入り法学を修めた。1897年（明治30年）から翌年まで南秦野村長、1898年（明治31年）から1902年（明治35年）までの2期、神奈川県会議員、同議長を務めた。ほか、国文雑誌、政治雑誌の編集に従事した。
1903年（明治36年）3月の第8回衆議院議員総選挙では神奈川県郡部から立憲政友会所属で出馬し当選。つづく第9回総選挙でも当選し、衆議院議員を2期務めた。任期中、神社規則起草委員として神社制度の改革に取り組んだ。また、秦堂と号し書を能くした。

## 著作
- 編『法令・条約・統計国民必携』八尾書店、1893年。
- 栗原秦堂 書『正気歌』誠之書院、1940年。
- 栗原秦堂 著『栗原秦堂書道報国帖 : 皇道翼賛国体明徴』栗原秦堂先生書報告会、1943年。